# Красовский, Андрей Николаевич
Андре́й Никола́евич Красо́вский (род. 1953) — российский учёный-механик, доктор физико-математических наук (1992), профессор по кафедре теоретической механики (1994).

## Биография
Сын академика Н. Н. Красовского.
В 1975 году окончил механический факультет УПИ им. С. М. Кирова по специальности «Подъемно-транспортные машины и оборудование».
После работы на кафедре теоретической механики УрГУ (с 1975 по 1999 год) в апреле 1999 года переведён в УГТУ-УПИ на должность заведующего кафедрой мультимедиа технологий.
С 1 сентября 2011 года принят на должность профессора кафедры графики и деталей машин УрГСХА (ныне Уральский государственный аграрный университет — УрГАУ).
C 1 сентября 2012 года по 1 октября 2016 года заведующий кафедрой информационных технологий и математического моделирования УрГАУ.
С 1 октября 2016 года по 30 июня 2020 года ведущий научный сотрудник кафедры высшей математики и физики Уральского технического института связи и информатики (УрТИСИ).
Ветеран труда РФ.

## Научная работа
Высококвалифицированный специалист в области математической теории оптимального управления и достаточно новой ветви этой теории — дифференциальным играм. Ученик академика РАН Ю. С. Осипова.
Докторскую диссертацию защитил по специальности 01.02.01 — Теоретическая механика в МГУ в 1992 году. Звание профессора присвоено в 1994 году. Член-корреспондент Российских академий естественных наук, инженерных наук и Петровской академии наук и искусств.
Автор (совместно с Н. Н. Красовским) метода экстремального сдвига на сопутствующие элементы, определяющего эффективный универсальный алгоритм оптимального управления в антагонистических дифференциальных играх.
Автор более 150 научных публикаций (из них 10 монографий), в том числе и зарубежных. Участвовал в научных конференциях в США, Австрии, Южной Корее, Венгрии и т. д. Прошёл научную стажировку в г. Сараево (Югославия) в 1986—1987 г.г. Участвовал в проекте «Динамические системы» Международного института прикладного системного анализа (IIASA) в г. Лаксенбург, Австрия.

## Учебная работа
Профессор А. Н. Красовский имеет опыт преподавания дисциплин «Введение в специальность», «Теоретическая механика», «Основы теория управления», «Управление при дефиците информации», «Теория вероятностей и математическая статистика», «Математический анализ», «Основы робототехники» для студентов вузов г. Екатеринбурга.
Под руководством А. Н. Красовского три аспиранта защитили диссертации на соискание учёной степени кандидата физ.-мат. наук по специальности 05.13.18 — Математическое моделирование, численные методы и комплексы программ (2001, 2010 и 2013 г.г.).
Опубликовано учебное пособие по курсу Теоретическая механика (2014 г.).
Является членом Научно-методического совета по теоретической механике при Минобразования РФ и председателем городского Научно-методического совета преподавателей теоретической механики.

## Общественная работа
Возглавлял оргкомитеты Финалов всероссийских студенческих олимпиад по теоретической механике, проводившихся в Екатеринбурге в 1995—2001 г.г.
Возглавлял Шахматные клубы УрГУ (1990—1999 г.г.) и УГТУ-УПИ (УрФУ) (1999—2011 г.г.).

## Семья
Сын Андрей (род. 1981) — кандидат физико-математических наук (2008, научный руководитель — профессор А. М. Тарасьев).
Сын Николай (род. 1984) — мастер спорта России по легкой атлетике (2004, дистанция 400 м, тренеры — Н. И. Шабалина, А. И. Лисин), кандидат физико-математических наук (2015, научный руководитель — профессор А. М. Тарасьев).

## Избранные публикации
- Синтез смешанных стратегий управления. Свердловск: Изд-во Урал. ун-та, 1988.
- Управление при дефиците информации: учебное пособие. Уральский гос. университет им. А. М. Горького, 1990 (совм. Т. Н. Решетовой).
- Control under Lack of Information. Birkhauser, 1995 (совм. с Н. Н. Красовским).